# OJK
„OJK“ е български игрален филм от 2001 година на режисьора Десислава Стойчева.

## Състав
Не е налична информация за актьорския състав.